# Вир (Плюсский район)
Вир — деревня в Плюсском районе Псковской области. Входит в сельское поселение Плюсская волость.

## География
Деревня расположена на правом берегу реки Плюссы, в 18 км к северо-западу от районного центра — посёлка Плюсса и в 5 км к северо-востоку т деревни Нежадово.

## Население
Численность населения деревни по оценке на конец 2000 года составляла 6 человек, по переписи 2002 года — 6 человек.

## История
До 1 января 2006 года деревня входила в состав ныне упразднённой Нежадовской волости.